# Дициклическая группа
В теории групп дициклическая группа Dicn— это некоммутативная группа порядка 4n (где n>=2), являющаяся расширением циклической группы порядка 2n. Эта группа также называется обобщённой группой кватернионов и обозначается Q4n. 
Имеет место точная последовательность:
{\displaystyle 1\to C_{2n}\to {\mbox{Dic}}_{n}\to C_{2}\to 1.\,}
которая означает, что Dicn содержит нормальную подгруппу H, изоморфную C2n. Факторгруппа Dicn/H изоморфна C2.

## Определение
Дициклическая группа может быть задана как группа, порождённая элементами a и b соотношениями
- a2n=1,
- b2 = an,
- b-1 a b = a-1.

Из этих соотношений следует, что каждый элемент Dicn может быть единственным образом записан, как akbj, где 0 ≤ k < 2n, j = 0 или 1. Поэтому порядок группы равен 4n.

## Свойства
Центр дициклической группы Z(Dicn) состоит из двух элементов аn и 1.
Её коммутантом является подгруппа, порождённая элементом a2 и изоморфная Cn.

## Дициклическая группа и группа диэдра
Существует сходство между дициклической группой и группой диэдра Dih2n . В этих группах имеется циклическая подгруппа A = <a>=C2n и внутренний автоморфизм, который действует на C2n как "отражение": intb(a) = a-1.
Замена соотношения b2 = 1 (для группы диэдра) на b2 = an приводит к ряду отличий. 
Все элементы, не принадлежащие подгруппе <a>, имеют порядок 2 в группе диэдра и порядок 4 в дициклической группе.
В отличие от группы диэдра дициклическая группа Dicn не является полупрямым произведением А и <b>, так как пересечение A ∩ <b> не является тривиальным.
Дициклическая группа имеет ровно один элемент порядка 2, а именно x = b2 = аn. 
Этот элемент принадлежит центру группы Dicn. Если мы добавим соотношение b2 = 1, то получим группу диэдра Dihn. Таким образом факторгруппа Dicn/<b2> изоморфна группе диэдра Dihn, содержащей 2n элементов.

## Наименование группы
В математической энциклопедии, группа кватернионов — это частный случай, когда порядок группы равен степени 2. В этом случае группа является нильпотентной. 

## Случай 2-группы
В обобщённой кватернионной группе любая абелева подгруппа является циклической. Можно показать, что конечная p-группа c этим свойством (любая абелева подгруппа является циклической) является либо циклической, либо обобщённой кватернионной группой. Если же конечная p-группа имеет единственную подгруппу порядка p, то она либо циклическая, либо является обобщённой кватернионной группой (с порядком, равным степени двойки). В частности, для конечного поля F нечётной характеристики 2-силовская подгруппа SL2(F) не абелева и имеет только одну подгруппу порядка 2, так что эта 2-силовская подгруппа должна быть обобщенной группой кватернионов. Если pr — порядок F, где p простое, то порядок 2-силовской подгруппы SL2(F) равен 2n, где n = ord2(p2 - 1) + ord2(r).